# Bataillon de marche no 3
Pour les articles homonymes, voir 3e bataillon et BM3.
Le bataillon de marche no 3 (BM 3) est une unité militaire française de la Seconde Guerre mondiale. Formé de troupes coloniales, le BM 3 combat au sein des forces françaises libres (FFL).
Il est créé en octobre 1940 à partir d'éléments du régiment de tirailleurs sénégalais du Tchad. Il combat en Érythrée début 1941, en Syrie en juin-juillet 1941 et en Afrique du Nord en 1942.

## Création et différentes dénominations
- 16 octobre 1940 : création du bataillon de marche no 3 d'Afrique-Équatoriale française (également appelé bataillon de marche du Tchad)
- 30 septembre 1942 : dissous

## Historique

### Formation
Le bataillon de marche no 3 est formé à Mouzarak (dans le Kanem) le 16 octobre 1940 sous le commandement du chef de bataillon Pierre Garbay. Il est issu d'éléments du régiment de tirailleurs sénégalais du Tchad (RTST), dont un certain nombre de Saras regroupés en juin 1940 dans le bataillon de renfort no 3, destiné à rejoindre la bataille de France mais qui dut rebrousser chemin après l'Armistice. Les tirailleurs « sénégalais » (c'est-à-dire Africains) sont renforcés de réservistes français.

### Combats en Érythrée
Le bataillon embarque dans des camions en décembre pour rejoindre Khartoum par voie terrestre. Arrivé en janvier 1941, il est intégré à la 7e brigade indienne. Le 16 février 1941, il est débarqué à Mersa Taclai par le navire auxiliaire indien HMIS Ratnagiri. Dans le cadre de la bataille de Keren, le BM 3 est engagé le 21 février 1941 en direction du fort italien de Cubcub (ou Kub Kub). Il lance en même temps des attaques frontales et des mouvements d'encerclement contre les Italiens retranchés dans les hauteurs à l'est du fort. Le 23 février, le bataillon parvient à s'emparer de la position de Kub Kub, faisant 430 prisonniers,. Il déplore 16 tués et 39 blessés. Rejoint par le reste de la brigade française d'Orient, il continue le combat jusqu'à la chute de Keren le 27 mars puis de Massaoua le 8 avril.
Le bataillon est cité à l'ordre de l'armée après sa victoire de Kub Kub.

### En Syrie et au Proche-Orient
En prévision de l'invasion alliée de la Syrie, les troupes de la future 1re division légère française libre sont rassemblées en avril 1941 à Qastina en Palestine britannique. Le BM 3 forme la 2e brigade de cette division (ou 1re brigade coloniale), avec le bataillon de marche no 4 et le bataillon d'infanterie de marine. Il participe en juin aux combats des forces françaises libres pour remonter vers Damas.
Au sein de la 2e brigade française libre, le bataillon est placé en juin 1942 en défense de l'aérodrome de Gambut (en) pendant la bataille de Gazala. Le bataillon retourne ensuite à Lattaquié mais certains tirailleurs désertent.

### Dissolution
Ramené à Fort-Lamy, il est dissous le 30 septembre 1942 et ses éléments reviennent dans le RTST.

## Insigne
Le bataillon adopte en février 1941 un insigne juxtaposant l'ancre des troupes de marine, la croix de Lorraine des Français libres et une tête de dromadaire du Tchad. L'insigne métallique, surmonté de l'inscription Tchad, est fabriqué artisanalement à Damas à la fin de l'été 1941, avec un dessin remanié,,.

## Chefs de corps
Le bataillon est commandé successivement par les chefs de bataillon Pierre Garbay (1940-1941), Georges Bavière (1941) et Étienne Allegrini (1941-1942).

## Personnalités ayant servi au BMno3
En tant qu'unité de la France libre, le BM 3 a compté dans ses rangs un certain nombre de Compagnons de la Libération :
- Roméo Antoniotti
- Georges Bavière, commandant le bataillon
- Henri Beaugé-Berubé
- Raoul Béon
- Bernard Demolins
- Idrisse Doursan
- Pierre Garbay, commandant le bataillon
- François Garbit
- Gargué
- Louis Gautheron
- Noël Giorgi
- Jules Hirlemann
- Pierre Iehle
- André Kailao
- Claude Le Hénaff
- Edmond Magendie
- Némir
- Henri Magny
- Michel Stahl
- Benjamin Tagger
- Marcel Vincent